# Novena Enmienda a la Constitución de los Estados Unidos

Carta de Derechos de los Estados Unidos.

La Novena Enmienda a la Constitución de los Estados Unidos (Enmienda IX) es parte de la Carta de Derechos de los Estados Unidos, y protege los derechos que no son enumerados expresamente en la Constitución.

## Texto
The enumeration in the Constitution, of certain rights, shall not be construed to deny or disparage others retained by the people.

La enumeración en la Constitución de ciertos derechos no ha de interpretarse como que niega o menosprecia otros que retiene el pueblo.